# Венчане
Венчане (или понегде погрешно Венчани) је насеље у Србији у општини Аранђеловац, и најсевернија је тачка Шумадијског округа. Спада међу највећа села општине — и по броју становника, и по површини.
Насељено је још средином 18. века, да би од тада било крајња тачка пет великих историјских миграционих таласа, и савременог шестог који се дешава од Пандемије ковида 19. Због близине Београда и планине Космај, Венчане је данас једна од дестинација за викенд одмор и боравак ван града.
У Венчанама се налазе две цркве — стара брвнара, дубоко у шуми, посвећена Светом Пантелејмону и поменута у списима још 1650. године, и нова црква у центру села, посвећена Светом Ђорђу и изграђена 1862. године. Њен иконостас рад је чувеног мајстора Николе Марковића, који је осликао и манастир Љубостињу и Топчидерску цркву. Као и друга села у околини Космаја, и Венчане је до почетка 21. века као сеоску славу гајило култ Светог Илије.
Најпознатија житељка села некада је била угледна руска докторка, Анастасија Заваљевска, која је овде отворила једно од првих сеоских породилишта на Балкану. Заваљевска, избеглица из Русије, стигла је једног дана из Београда у Венчане на запрежним колима и ту одлучила да остане.

## Историја

### Порекло имена
Постоје два предања која се тичу имена села. Према првом, село је добило име због тога што се у њему, у малој цркви брвнари у шуми, венчао Прота Матеја Ненадовић.
Друго каже да је у селу некада преноћио краљ Стефан Првовенчани, те је од његовог надимка и село понело име.
Име које је село највероватније носило до Карађорђевог времена, било је Топли Дол. Као такво, било је део најпре Рудничке нахије (Сивриџе-Хисар) у склопу Отоманског царства, а касније и део Карађорђеве Србије.
Данас се и у писаном и у усменом језику наилази и на погрешну варијанту са словом -И уместо -Е, то јест ВенчанИ уместо ВенчанЕ.

### Хронолошки развој

#### До 19. века
У издању Политике из 1938. године забележено је да су у селу Каменици, код Аранђеловца, неки Американци вршили археолошка ископавања, током којих су изгледа нашли праисторијско насеље. Међутим, о томе се поуздано не зна ништа.
У средњем веку је Венчане сигурно постојало као мало успутно место, будући да је кроз њега пролазио турски друм Београд–Призрен. Овај друм је из Београда водио преко космајских села, па је кроз Венчане и Мисачу избијао на Рудник, и одатле настављао ка југу. У то време река која пролази кроз плодну сеоску равницу добија назив Турија, вероватно због истребљеног средњевековног говечета, тура, које је насељавало простор данашње Шумадије. Из тог периода потиче старо српско гробље на Дебељаку, које је данас покривено новим гробљем Ђуровића.
Претпоставља се да је село у периоду од 1650—1750. године добило своје сталне становнике, и да је постојало као мало брдско насеље. Списи из 1650. године помињу локалну цркву брвнару у шуми поред потока Придворице, посвећену Светом Пантелејмону. Поуздано се зна да су се прве две породице у Венчане доселиле крајем 17. века. У 18. веку у село су пристигли први мигранти (од којих многи из других делова Балканског полуострва) који су разудили демографску и политичку карту села.
У засеоку Магловац постоји место са надгробним спомеником који се зове Апостолац, према веровању да је на том месту Турчин убио некаквог Апостола. Верује се да тај споменик потиче из времена пре доласка првих породица у село.

#### 1801. — 1900.
Први писани подаци о селу у данашњем облику везују се за 1818. годину. Већ тада у селу има пет места за сахрањивање. Најстарије је гробље на брду Дебељак, где се некада налазило старо српско гробље. Данас је то место сахрањивања породица Ђуровић, Кузмановић, Дамњановић и других. Друго гробље је било у Удбини, а остала три су била у Каменици. Тадашња подела села на засеоке — северни Магловац, јужни Каменицу, централни део Придворицу, и два мања — Удбину и Бунавицу — живи у народу и данас.
Венчане као место на коме је живела прва група људи односило се на онај део села који се данас назива Удбина. Прва велика група миграната населила је Магловац, те су се одатле селили и у остале делове села, углавном пратећи токове Турије и Придворице. Друга група населила је 1830их Каменицу.
Године 1850. у центру села је изграђена школа, коју су у то време похађала деца из околних места: Стрмово, Тулеж, Пркосава и Сибница. Због великог броја ђака и Придворица и Каменица имале су своје школе.
Дванаест година касније изграђена је у центру села и нова црква, посвећена Светом Ђорђу. Њен иконостас радио је чувени сликар Никола Марковић, који је осликао и манастир Љубостињу и Топчидерску цркву.
Крајем деветнаестог века дошло је до промене у изгледу села, будући да су се разлике између богатих и сиромашних смањивале. Велики број људи који су у богаташким кућама до тада радили као испомоћ основао је сопствена домаћинства Самим тим, економски и културни значај слабо насељене а простране Каменице, са њеним богатим земљопоседницима, почео је да опада.

#### 1901. — 2000
Указом Краља од 16. новембра 1921. године насеље је добило статус варошице. 1921. у селу је отворена амбуланта. Већ следеће године, 24. марта, јак земљотрес са епицентром у близини, изазвао је велику материјалну штету на објектима у селу. У близини моста на Турији у земљи се појавила пукотина из које је наводно излазила пара.
Године 1930. у Венчанама је отворена телефонска линија и то је означило прави процват варошице. Предратни и послератни период обележила је у селу лекарска делатност руске докторке Анастасије Заваљевске, која је у Венчанама отворила једно од првих сеоских породилишта на Балкану. Благостање је убрзо прекинуо Други светски рат, који је донео бројна политичка и економска превирања. Дошло је и до прераспоређивања земље која је била у поседу богаташких породица. Тако је, између осталих, 25 хектара оранице у поседу фамилије Перишић одузето и дато на управљање партизанској фамилији Кузмановић−Дамњановић.
Превласт у културном и економском животу дефинитивно је однела Придворица када је 1946. године изграђен Дом културе, где су од тада па све до деведесетих организоване различите манифестације. Школа у центру понела је име по Вељи Герасимовићу, локалном хероју из Народноослободилачке борбе. У селу је подигнуто неколико меморијалних споменика, посвећених жртвама Првог и Другог светског рата. У годинама обнове Венчане је забележило највећу насељеност. Године 1953. године пописано је 2.500 становника. Две године касније наступила је још једна криза, када је Венчане погодила велика суша, када је пијаће воде било само у брдским деловима.
Године 1968. реконструисана је сеоска школа, те је добила изглед какав има и данас. Дуго времена је (после О.Ш. Славко Поповић у Даросави) бројала више ђака него било која друга сеоска школа у општини Аранђеловац.
Релативно мирне седамдесете и осамдесете године биле су време великих концерата звезда фолк музике — Весне Змијанац, Зорице Марковић и Зорице Брунцлик. Све су наступиле у венчанском Дому културе. Већ у периоду између 1995. и 2001. године иста установа постала је тачка окупљања и боравка избеглих због рата у Хрватској 1995. године. Њихов долазак у село услед рата затекао је мештане у несметаној обнови старе цркве брвнаре.
До краја миленијума црква брвнара добила је ново рухо, а од каменичке школе остала је само руина.

#### 2001. — данас
До почетка 21. века Венчанци су заједно са становницима других села у близини Космаја неговали култ Светог Илије, као заштитника од невремена и непогода. Недељу дана по Илиндану организован је сеоски вашар, некада познат по великој понуди лубеница и диња. Такође, почетком 2000их село је сваког лета било домаћин турнира у фудбалу. Овај догађај се звао Летња лига Венчани, и окупљао је клубове на регионалном нивоу. Док је култ Светог Илије изумирао са одумирањем села, Летња лига Венчани укинута је из непознатих разлога, упркос интересовању мештана.
У Каменици је 2021. године глумац Микица Петронијевић отворио центар Свици, за смештај и дневни боравак деце ометене у развоју.
Од 2023. године у Дому културе се у октобру одржава манифестација Михољски сусрети, која подразумева такмичења у стоном тенису, шаху и одбојци. На манифестацији су изложени и производи домаће радиности.
Венчане данас има пошту, амбуланту, бензинску станицу и неколико пољопривредних и прехрамбених продавница.

## Географски положај
Венчане се налази на 60 километара јужно од Београда (44 ваздушном линијом) и 16 километара северно од Аранђеловца (11 ваздухом). Из Београда у Венчане воде путеви Београд—Сопот—Аранђеловац и Београд—Барајево—Аранђеловац. Оба пута су асфалтирана на деоницама Сопот—Венчане и Барајево—Венчане. У селу укупно постоји 42 километра пута.
Село се на северу граничи са селом Дрлупа које припада општини Сопот и београдском округу; на истоку са аранђеловачким селом Раниловић, на југу са селима Даросава и Мисача, која такође чине општину Аранђеловац, а на западу са селима Пркосава и Рудовци београдске општине Лазаревац и аранђеловачким селом Тулеж. У правцу север—југ село се простире на дужини од 6.3 километра, док растојање од најзападније до најисточније тачке износи 3.8 километара.
Венчане заузима површину од 27 km², те је самим тим веће од четири државе: Монака, Ватикана, Тувалуа и Науруа.
Село какво данас постоји настало је на обе стране реке Турије, у правцу исток–запад, по побрђу и у равници око Турије. Другу велику насеобину чине домаћинства насељена по родовима, неретко удаљена једна од других и по неколико стотина метара – сва у правцу север–југ делимично поређана уз поток Придворицу, највећу притоку Турије.

### Природне одлике

#### Воде
Река Турија највећа је река у селу. Будући да се улива у Колубару, која одлази у Саву, Турија припада црноморском сливу.
Њене највеће повремене притоке са десне стране су потоци Смојковац, Тодоровац, Церовчић, Кусања и Циганчица, а са леве Придворица, Река (настала од Србрњака и Иванчевца) и Добриловица. Све притоке Турије у летњим и јесењим месецима пресуше. Корито потока Придворица је 2002. године уређено у дужини од једног километра њеног тока кроз центар. Ова инвестиција била је неопходна услед честих пролећних бујица.
Један од великих проблема у селу је нерешено питање канализација, које су углавном изведене у локалне потоке, те самим тим и у Турију, док их у засеоку Каменица уопште ни нема. У великом делу свог тока, Турија је прерасла у дивљу депонију и станиште паса луталица.
Највећи део села дуго је користио бунарску воду као пијаћу. Бунари у Венчанама не пресушују, а хемијски и бактериолошки тестови се раде у изузетним приликама.

#### Брда
У поређењу са осталим српским селима, Венчане је релативно ниско село, будући да његова надморска висина износи 190 метара. Више делове села чине засеоци Магловац и Каменица. У Каменици се налази и највиша тачка у селу - брдо Главица (348m). Остала брда су мање надморске висине. То су: Куси Рт, Каменити Оглавак (Дрењак), Жути Оглавак, Дебељак и Видићевац.
Најнижа тачка села налази се у Придворици и износи 130m, те је просечна надморска висина на којој се село налази 239 метара.

#### Клима
У Венчанама, као и у осталим деловима Шумадије, влада умерено-континентална клима, са врућим летима и хладним зимама. Равничарски део села (Придворица) има хладнију зиму и блажа лета, од брдске Каменице.
Највећа количина падавина бележи се у септембру, а затим и у октобру и новембру, а најмања у априлу, марту и мају. Највише температуре очекују се у мају, јуну, априлу и јулу, док у августу температура често варира. Најхладнији месеци су јануар, фебруар и децембар.

#### Флора
Венчане обилује шумама и ливадама, чији је највећи део у приватном власништу. Најпознатије групације њива су у местима: Река, Косово, Кусања, Орнице, Рујевац, Церовац, Блазнава, Смојковац, Чардак, Апостоловац, Змајевац, Иве, Мрамор, Шолопта, Јазбине, Коник, Лисине, Шиндровица, Главчићи, Кремештак, Савина Коса, Дуги Рт, Парлог и поље Турија. Велики део шуме налази се у Широкој Равни, Рудовачком забрану и Вучјој бари.
Преовлађују широколисне листопадне шуме умерених предела, са буквом, храстом, јавором, брезом, јасеном, брестом и багремом. Поред типичне српске флоре, клима у Венчанама погодује и узгајању дувана, лимуна,Кивија и смокве.
У Венчанама расте доместификована јагорчевина, која је заведена у Црвену књигу флоре Србије као угрожена биљна врста.
Село је одувек било познато по производњи диња и лубеница, које су се у највећим количинама продавале на сеоском вашару који се одржавао у недељу по Светом Илији.

#### Фауна
У шумама се може срести велики број животиња које се срећу широм Србије. Најучесталије међу њима су: срндаћ, срна, лисица, дивља свиња, јазавац, веверица, зец и твор, а од ређих шакал и вук.
Присутне су четири врсте змија: отровна шарка, и неотровне смукуља, белоушка и речна змија, као и гуштери, а од водоземаца најчешће се срећу жабе и даждевњаци.
Поред многобројних инсеката, у Венчанама има угрожених лептира.
Најбројније птице су голубови, врапци, свраке, косови, јастребови, препелице и фазани, а од ређих су то сенице, кукавице и сове.
Будући да су водотоци једним делом уништени, рибљег фонда готово да нема. Средином двадесетог века Турија је обиловала кленом и кркушом.

## Демографија

### Статистички подаци
У насељу Венчане живи 1287 пунолетних становника, а просечна старост становништва износи 42,5 година (41,5 код мушкараца и 43,5 код жена). У насељу има 461 домаћинство, а просечан број чланова по домаћинству је 3,42.
Ово насеље је у потпуности насељено Србима (према попису из 2011. године), а примећен је и пад у броју становника. Према попису из 2011. године у Венчанама живи 1.317 лица, што село ставља на пето место листе најнасељенијих места у општини Аранђеловац (после Врбице, Бање, Даросаве и Раниловића).

### Породице
1. Две најстарије (данас разгранате) породице доселиле су се у Венчане крајем 17. века и настаниле данашњу Удбину. То су:
| Матична породица | Огранци                                                | Порекло         | О породици                                                                                | Слава        |
| ---------------- | ------------------------------------------------------ | --------------- | ----------------------------------------------------------------------------------------- | ------------ |
| Томашевићи       | Ненадовићи, Јовановићи, Гарићи (Павловићи) и Ђурђевићи |                 | Ненадовићи и Томашевићи населили су Удбину, где је уједно почео и живот Венчана као села. | Свети Никола |
| Герасимовићи     | Јеринићи (Радовановићи) и Марковићи                    | Горњи Милановац |                                                                                           | Свети Никола |

2. У 18. веку доселило се девет родова. Ова, друга миграција, била је етнички најразноврснија будући да су у Венчане стигли мигранти из Хрватске, Босне и Херцеговине и Црне Горе. То су:
| Матична породица | Огранци                                           | Порекло                      | О породици | Слава                        |
| ---------------- | ------------------------------------------------- | ---------------------------- | --- | ---------------------------- |
| Неранџићи        | Томићи                                            | Сјеница                      | са Јовановићима чине један род. | Аранђеловдан                 |
| Јовановићи       |                                                   | Сјеница                      | | Свети цар Лазар              |
| Перишићи         | Никитовићи, Марковићи и Миливојевићи              | Плав (жупа), (Црна Гора)     | Од 1860. носили су презиме Симонић да би га касније вратили на Перишић. Крајем 18. века били су најбројнија породица у селу. Населили су Каменицу.                                                   | Свети Алимпије и Света Петка |
| Гашићи           |                                                   | Краљево                      | Постали су од племена Гаша. | Аранђеловдан                 |
| Ђуровићи         | Дамњановићи, Ивановићи, Кузмановићи и Симеуновићи | Санџак, (Црна Гора)          | У суштини, ова породица се доселила из краја око горњег тока реке Ибар, чије би координате биле „око Рожаја”. Уз Перишиће, Ђуровићи су дуго били најбројнија и најпродуктивнија породица у Каменици. | Свети Врачи                  |
| Лукићи           |                                                   | (Босна и Херцеговина)        | | Свети Лука                   |
| Беговићи         |                                                   | Босна, (Босна и Херцеговина) | | Свети Лука                   |
| Васићи           |                                                   | околина ужичке Пожеге        | Населили су део Бунавицу. | Свети Јован                  |
| Јоксимовићи      |                                                   | Стари Влах                   | Они и Константиновићи чине један род. | Ђурђевдан                    |
| Константиновићи  |                                                   | Стари Влах                   | | Ђурђевдан                    |

3. После Карађорђевог устанка из 1804. године, у Венчане се доселило нових десет породица, од којих је највећи број потекао из Новопазарског санџака:
| Матична породица | Огранци               | Порекло                           | О породици | Слава                 |
| ---------------- | --------------------- | --------------------------------- | --- | --------------------- |
| Ћирићи           |                       | Сјеница                           | Са Обрадовићима чине један род. | Свети Никола          |
| Обрадовићи       |                       | Сјеница                           | | Свети Никола          |
| Милинковићи      |                       | Сјеница                           | Населили су се у горњем Магловцу. | Аранђеловдан          |
| Нешићи           | Јанковићи и Митровићи | Ореовица, (Босна и Херцеговина)   | Браћа Паун и Максим убили су спахију у Ореовици, те су били присиљени да напусте Босну. У Венчанама, где су се задржали после лутања, Паунова жена родила је сина, па су Нешићи одлучили да ту и остану. | Ђурђевдан             |
| Лазаревићи       |                       | Сјеница                           | Давни предак се доселио у стару кућу Неранџића. | Свети Јован           |
| Демировићи       |                       | Брајковац                         | Потекли су од Вишњића из лазаревачког Брајковца. | Свети Јован           |
| Спасојевићи      |                       | Дошли су из лазаревачке Трбушнице | | Аранђеловдан          |
| Шишовићи         | Радовановићи          | планина Рудник                    | | Свети пророк Јеремија |
| Ерићи            | Јестратијевићи        | околина Ужица                     | Говорили су да долазе из Ужичке нахије. | Свети Лука            |
| Петровићи        |                       | Срем                              | | Света Петка           |

4. У другој половини 19. века доселило се девет родова, и сви су били без огранака:
| Матична породица | Огранци | Порекло                     | О породици                                                                | Слава              |
| ---------------- | ------- | --------------------------- | ------------------------------------------------------------------------- | ------------------ |
| Јевтићи          |         | околина Ужица               |                                                                           | Свети Јован        |
| Петровићи        |         | Орашац                      |                                                                           | Свети Јоаким и Ана |
| Савићи           |         | Орашац                      | Потекли су од Милановића.                                                 | Аранђеловдан       |
| Лакићевићи       |         | Бијело Поље, (Црна Гора)    | Узима се да је година њиховог доласка у Венчане 1879.                     | Свети Стефан       |
| Јанковићи        |         | Осат, (Босна и Херцеговина) |                                                                           | Свети Јован        |
| Марковићи        |         | Бабајић на Љигу             |                                                                           | Свети Никола       |
| Јовановићи       |         | планина Рудник              |                                                                           | Свети цар Лазар    |
| Петровићи        |         | Осат, (Босна и Херцеговина) |                                                                           | Свети Јован        |
| Крсмановићи      |         | Орашац                      | Први Крсмановић у Венчанама била је жена која је дошла са својим дететом. | Свети Никола       |

5. Претпоследња миграција догодила се у време око Првог светског рата.
| Матична породица | Огранци | Порекло   | О породици                                                                         | Слава        |
| ---------------- | ------- | --------- | ---------------------------------------------------------------------------------- | ------------ |
| Ђаковићи         |         | Пркосава  |                                                                                    | Свети Никола |
| Степановићи      |         | Пркосава  |                                                                                    | Свети Никола |
| Анђелићи         |         | Крушевица | Ова породица настала је од крушевичких Радојчића. У Венчане су дошли 1920. године. | Свети Јован  |

6. Шести талас дешава се од 2010. године услед миграција из градова у села, у овом случају из оближњег Београда. Прилив викендаша још је већи од Пандемије ковида 19.

### Графикони
|  |

| Демографија | Демографија | Демографија |
| Година      | Становника  | Становника  |
| ----------- | ----------- | ----------- |
| 1948.       | 2.404       |             |
| 1953.       | 2.440       |             |
| 1961.       | 2.235       |             |
| 1971.       | 1.938       |             |
| 1981.       | 1.895       |             |
| 1991.       | 1.695       | 1.673       |
| 2002.       | 1.576       | 1.600       |
| 2011.       | 1.317       |             |
| 2022.       | 1.065       |             |

| Етнички састав према попису из 2002.‍ | Етнички састав према попису из 2002.‍ | Етнички састав према попису из 2002.‍ | Етнички састав према попису из 2002.‍ | Етнички састав према попису из 2002.‍ |
| ------------------------------------ | ------------------------------------ | ------------------------------------ | ------------------------------------ | ------------------------------------ |
|                                      |                                      |                                      |                                      |                                      |
| Срби                                 | Срби                                 |                                      | 1.571                                | 99,68%                               |
| Хрвати                               | Хрвати                               |                                      | 1                                    | 0,06%                                |
| непознато                            | непознато                            |                                      | 3                                    | 0,19%                                |

| \| \| м \| \| \| ж \| \| ? \| 3 \| \| \| 4 \| \| 80+ \| 15 \| \| \| 26 \| \| 75—79 \| 32 \| \| \| 48 \| \| 70—74 \| 57 \| \| \| 54 \| \| 65—69 \| 52 \| \| \| 64 \| \| 60—64 \| 46 \| \| \| 42 \| \| 55—59 \| 40 \| \| \| 36 \| \| 50—54 \| 50 \| \| \| 57 \| \| 45—49 \| 78 \| \| \| 65 \| \| 40—44 \| 58 \| \| \| 46 \| \| 35—39 \| 42 \| \| \| 25 \| \| 30—34 \| 48 \| \| \| 47 \| \| 25—29 \| 64 \| \| \| 50 \| \| 20—24 \| 42 \| \| \| 52 \| \| 15—19 \| 53 \| \| \| 52 \| \| 10—14 \| 49 \| \| \| 33 \| \| 5—9 \| 38 \| \| \| 44 \| \| 0—4 \| 33 \| \| \| 31 \| \| Просек : \| 41,5 \| \| \| 43,5 \| |      |  |  |      |
| |      |  |  |      |
| | м    |  |  | ж    |
| ? | 3    |  |  | 4    |
| 80+ | 15   |  |  | 26   |
| 75—79 | 32   |  |  | 48   |
| 70—74 | 57   |  |  | 54   |
| 65—69 | 52   |  |  | 64   |
| 60—64 | 46   |  |  | 42   |
| 55—59 | 40   |  |  | 36   |
| 50—54 | 50   |  |  | 57   |
| 45—49 | 78   |  |  | 65   |
| 40—44 | 58   |  |  | 46   |
| 35—39 | 42   |  |  | 25   |
| 30—34 | 48   |  |  | 47   |
| 25—29 | 64   |  |  | 50   |
| 20—24 | 42   |  |  | 52   |
| 15—19 | 53   |  |  | 52   |
| 10—14 | 49   |  |  | 33   |
| 5—9 | 38   |  |  | 44   |
| 0—4 | 33   |  |  | 31   |
| Просек : | 41,5 |  |  | 43,5 |

| Година пописа     | 1948. | 1953. | 1961. | 1971. | 1981. | 1991. | 2002. |
| ----------------- | ----- | ----- | ----- | ----- | ----- | ----- | ----- |
| Број домаћинстава | 444   | 462   | 504   | 491   | 510   | 469   | 461   |

| Број чланова      | 1  | 2   | 3  | 4  | 5  | 6  | 7  | 8 | 9 | 10 и више | Просек |
| ----------------- | -- | --- | -- | -- | -- | -- | -- | - | - | --------- | ------ |
| Број домаћинстава | 90 | 104 | 74 | 47 | 65 | 48 | 20 | 7 | 3 | 3         | 3,42   |

| Пол    | Укупно | Неожењен/Неудата | Ожењен/Удата | Удовац/Удовица | Разведен/Разведена | Непознато |
| ------ | ------ | ---------------- | ------------ | -------------- | ------------------ | --------- |
| Мушки  | 680    | 189              | 426          | 40             | 23                 | 2         |
| Женски | 668    | 91               | 420          | 137            | 14                 | 6         |
| УКУПНО | 1.348  | 280              | 846          | 177            | 37                 | 8         |

| Пол    | Укупно                    | Пољопривреда, лов и шумарство | Рибарство                            | Вађење руде и камена | Прерађивачка индустрија       |
| ------ | ------------------------- | ----------------------------- | ------------------------------------ | -------------------- | ----------------------------- |
| Мушки  | 365                       | 54                            | 0                                    | 98                   | 105                           |
| Женски | 154                       | 40                            | 0                                    | 6                    | 37                            |
| Укупно | 519                       | 94                            | 0                                    | 104                  | 142                           |
|        |                           |                               |                                      |                      |                               |
| Пол    | Производња и снабдевање   | Грађевинарство                | Трговина                             | Хотели и ресторани   | Саобраћај, складиштење и везе |
| Мушки  | 7                         | 28                            | 12                                   | 8                    | 26                            |
| Женски | 1                         | 4                             | 20                                   | 8                    | 4                             |
| Укупно | 8                         | 32                            | 32                                   | 16                   | 30                            |
|        |                           |                               |                                      |                      |                               |
| Пол    | Финансијско посредовање   | Некретнине                    | Државна управа и одбрана             | Образовање           | Здравствени и социјални рад   |
| Мушки  | 0                         | 2                             | 3                                    | 5                    | 6                             |
| Женски | 0                         | 5                             | 1                                    | 11                   | 12                            |
| Укупно | 0                         | 7                             | 4                                    | 16                   | 18                            |
|        |                           |                               |                                      |                      |                               |
| Пол    | Остале услужне активности | Приватна домаћинства          | Екстериторијалне организације и тела | Непознато            | Непознато                     |
| Мушки  | 3                         | 0                             | 0                                    | 8                    | 8                             |
| Женски | 1                         | 0                             | 0                                    | 4                    | 4                             |
| Укупно | 4                         | 0                             | 0                                    | 12                   | 12                            |

## Познати Венчанци
- Анастасија Заваљевска (1890—1969), руска докторка
- Милош Перишић (1992—), књижевник и колумниста
- Петар Радојчић (1956.-), генерал-потпуковник Војске Србије и Црне Горе (и Војске Србије)